# Paolo D'Iorio
Paolo D'Iorio (Seravezza, 24 settembre 1963) è un filosofo italiano.

## Biografia
Si è laureato in filosofia all'Università di Pisa con Giuliano Campioni perfezionandosi poi alla Scuola Normale Superiore. È stato borsista della Stiftung Weimarer Klassik di Weimar, dell'Università di Pisa (formazione post-dottorale) e della Technische Universität di Berlino. Nel 1998 è stato assunto al Centre National de la Recherche Scientifique di Parigi.
Nel 2001 ha ricevuto il premio Sofja Kovalevskaja Archiviato il 30 giugno 2019 in Internet Archive. della Fondazione von Humboldt e del Ministero della ricerca tedesco e ha diretto per alcuni anni un'équipe di ricerca all'università di Monaco di Baviera. Dal 2007 al 2011 ha effettuato un soggiorno di ricerca a Oxford come visiting fellow dell'Oxford Internet Institute e membro della Maison Française d'Oxford e dell'Oxford e-Research Centre.
Attualmente insegna all'École Normale Supérieure di Parigi e dirige l'Institut des Textes et Manuscrits Modernes (ITEM).
Specialista di Nietzsche, si è occupato del rapporto del filosofo con i suoi contemporanei e con la Grecia antica. Si interessa inoltre dell'uso di Internet per l'edizione critica di testi filosofici. È direttore editoriale di Nietzsche Source,  un sito web dedicato alla pubblicazione di edizioni e altri contributi riguardanti la vita e l'opera di Friedrich Nietzsche. I contenuti del sito possono essere liberamente utilizzati per la ricerca e l'insegnamento.

## Principali pubblicazioni
- La linea e il circolo. Cosmologia e filosofia dell'eterno ritorno in Nietzsche. Genova, Pantograf, 1995, pp. 400.
- Le voyage de Nietzsche à Sorrente. Genèse de la philosophie de l'esprit libre, Paris, CNRS Éditions, Juin 2012, pp. 246; trad. port. Nietzsche na Itália A viagem que mudou os rumos da filosofia, Zahar, Rio de Janeiro, 2014; traduzione turca Nietzsche’nin Sorrento Yolculuğu, Isbank Culture Publishing, Istanbul, 2015; traduzione spagnola El viaje de Nietzsche a Sorrento. Una travesía crucial hacia el espíritu libre, Gedisa, Barcelona, 2016; traduzione americana  Nietzsche’s Journey to Sorrento. Genesis of the Philosoophy of the Free Spirit, University of Chicago Press, 2016; traduzione tedesca Friedrich Nietzsche in Sorrent, Metzler Verlag, 2020.
- 'Friedrich Nietzsche, Les philosophes préplatoniciens. Combas, l'éclat 1994 (prima edizione in traduzione francese del manoscritto delle lezioni di Nietzsche sui filosofi preplatonici, introdotta e commentata assieme a Francesco Fronterotta)
- Friedrich Nietzsche, "Écrits de jeunesse" a cura di P. D'Iorio et F. Fronterotta, in Friedrich Nietzsche, Oeuvres, vol. I, Bibliothèque de la Pléiade, Paris, Gallimard, 2000, pp. 727–819, 1117-1150.
- Giuliano Campioni, Paolo D'Iorio, Maria Cristina Fornari, Francesco Fronterotta, Andrea Orsucci, unter Mitwirkung von Renate Müller-Buck, "Nietzsches persönliche Bibliothek", De Gruyter, Berlin-New York, 2003, 736 p.
- Mazzino Montinari,  'La volonté de puissance' n'existe pas, a cura e con una postfazione di P. D'Iorio, Paris, Éditions de l'éclat, 1996.
- Genesi, critica, edizione, a cura di P. D'Iorio e N. Ferrand, Pisa, Scuola Normale Superiore, 1999.
- "Bibliothèques d'écrivains", sous la direction de Paolo D'Iorio et Daniel Ferrer, Paris, éditions du CNRS, 2001, 214 p.
- HyperNietzsche. Modèle d'un hypertexte savant sur Internet pour la recherche en sciences humaines. Questions philosophiques, problèmes juridiques, outils informatiques", a cura di Paolo D'Iorio. Paris, Presses Universitaires de France, 2000, pp. 200.
- Paolo D'Iorio, Michele Barbera, «Scholarsource: A Digital Infrastructure for the Humanities», in Th. Bartscherer and R. Coover (éds.) "Switching Codes. Thinking through New Technology in the Humanities and the Arts", Chicago, University of Chicago Press, 2011, pp. 61–87.